# باري كونينغهام (ناشر)
باري كونينغهام (بالإنجليزية: Barry Cunningham)‏ هو ناشر بريطاني، ولد في 19 ديسمبر 1952.